# Galax-i-Birds
Galax-i-Birds (ook wel Galax-i-birds) is een videospel dat werd ontwikkeld door Sensible Software en uitgeven door Firebird Software. Het spel werd in 1986 uitgebracht voor de Commodore 64. 